# 布里尼亚克拉普莱讷
布里尼亚克-拉普莱讷（法語：Brignac-la-Plaine，法語發音：[bʁiɲak la plɛn]）是法国科雷兹省的一个市镇，属于布里夫拉盖亚尔德区。

## 地理
布里尼亚克-拉普莱讷（45°11'20"N, 1°20'21"E）面积18.72 平方千米，位于法国新阿基坦大区科雷兹省，该省份为法国中南部省份，北起上维埃纳省和克勒兹省，西接多爾多涅省，南至洛特省，东临多姆山省和康塔爾省。
与布里尼亚克-拉普莱讷接壤的市镇（或旧市镇、城区）包括：屈布拉克、卢伊尼亚克、芒萨克、佩尔珀扎克勒布朗、伊桑东、维拉克。
布里尼亚克-拉普莱讷的时区为UTC+01:00、UTC+02:00（夏令时）。

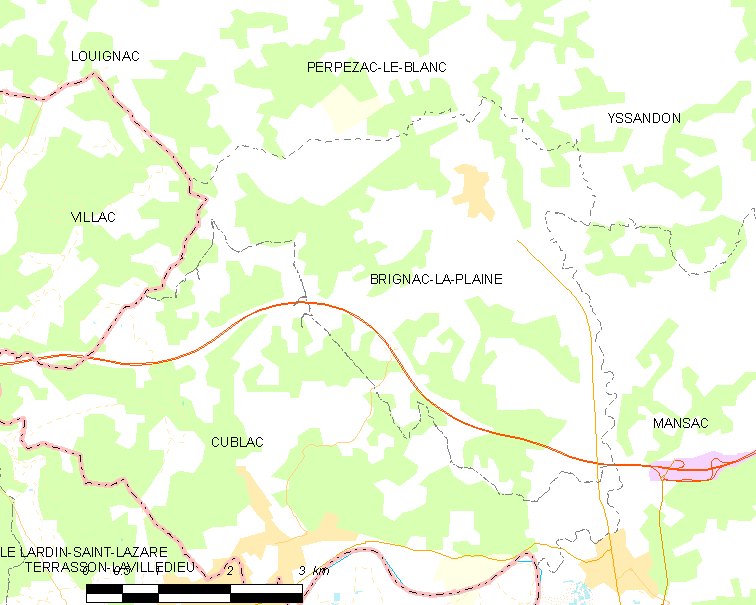
布里尼亚克-拉普莱讷的OSM定位图

## 行政
布里尼亚克-拉普莱讷的邮政编码为19310，INSEE市镇编码为19030。

## 政治
布里尼亚克-拉普莱讷所属的省级选区为利桑多奈县。

## 人口

1962-2008年间布里尼亚克-拉普莱讷人口变化图示

布里尼亚克-拉普莱讷于2022年1月1日时的人口数量为967人。